# Oscar Olson
Oscar Gustave Olsen (Oslo, 15 december 1875 – Chicago, 5 december 1962) was een Amerikaans gewichtheffer. 
Olsen won met het team uit Chicago op Olympische Spelen van 1904 in Saint Louis een gouden medaille bij het touwtrekken. 
Olsen eindigde als vierde bij het gewichtheffen.
1900: Aabye, Schmidt, Winckler, Nilsson, Söderström, Staaf ·
1904: Olson, Johnson, Seiling, Magnusson, Flanagan ·
1908: Barrett, Goodfellow, Humphreys, Hirons, Ireton, Merriman, Mills, Shepherd ·
1912: Andersson, Bergman, Edman, Fredriksson, Gustafsson, Jonsson, Larsson, Lindström ·
1920: Canning, Holmes, Humphreys, Mills, Sewell, Shepherd, Stiff, Thorn